# Frontone
Cet article possède un paronyme, voir Fronton.
Frontone est une commune italienne de la province de Pesaro et Urbino dans la région des Marches.

## Administration
| Période                                  | Période | Identité           | Étiquette | Qualité |
| ---------------------------------------- | ------- | ------------------ | --------- | ------- |
|                                          |         | Francesco Passetti |           |         |
| Les données manquantes sont à compléter. |         |                    |           |         |

### Communes limitrophes
Cagli, Cantiano, Pergola, Scheggia e Pascelupo, Serra Sant'Abbondio